# Tunneleffekt

Ett vågpaket studsar tillbaka från potentialbarriär, men en del transmitteras (tunnlar) igenom.

Tunneleffekt, tunnling är ett fenomen inom kvantfysik som väsentligen innebär att kvantmekaniska partiklar kan ta sig förbi hinder på ett sätt som klassisk fysik inte tillåter.
Man kan föreställa sig hur man försöker rulla iväg en boll uppför en kulle, så att bollen fortsätter över kullen och ned på kullens andra sida. Enligt klassiska fysiska regler kommer detta inte att fungera, om man inte givit bollen tillräcklig hastighet. Men kvantmekaniska partiklar beter sig inte som klassiska objekt, som bollar. Partiklarna har i stället ett vågliknande beteende. Om en kvantmekanisk partikel rör sig mot en potentialbarriär, så kan den vågfunktion som beskriver partikeln sträcka sig till andra sidan av barriären. Denna våg representerar sannolikheten för att finna partikeln på en speciell plats, det vill säga möjligheten för att partikeln kan observeras även på andra sidan "kullen". Detta beteende kallas tunnling, och kan liknas vid att partikeln har "grävt" sig genom potentialbarriären.
Tunnling förekommer bland annat inom halvledar- och supraledarfysik. Fenomen som fältemission, vilket är viktigt för flashminnen, förklaras genom tunnling. Ytterligare ett exempel är alfasönderfall av tunga atomkärnor, då heliumkärnor sänds ut trots att de — enligt klassisk fysik — saknar energi relativt stark växelverkan i atomkärnan. En annan viktig tillämpning av tunnling är i sveptunnelmikroskop, som har en upplösning så hög att enskilda atomer kan observeras.